# Агратіна Георгій Іванович
Георгі́й Іва́нович Аграті́на (Аграти́на; народився 5 квітня 1948, Маршинці Новоселицького району Чернівецької області) — український виконавець на народних інструментах (цимбали, сопілка, кувиці та інші). Народний артист УРСР з 1990 року.

## Біографія
1977 року закінчив Київську консерваторію (у Дмитра Попичука та Миколи Білоконєва), з 1978 — викладач.
З 1970 — в Державному оркестрі народних інструментів України.
Автор транскрипції творів української класики, обробок народних мелодій для оркестру народних інструментів.